# ولادیمیر دلوهی
ولادیمیر دلوهی (چکی: Vladimír Dlouhý؛ ۱۰ ژوئن ۱۹۵۸ – ۲۰ ژوئن ۲۰۱۰) بازیگر اهل جمهوری چک بود.
او در سال‌های ۲۰۰۸ و ۲۰۱۰ میلادی برندهٔ جایزهٔ شیر چک بهترین بازیگر مکمل مرد شد.
از فیلم‌هایی که وی در آن‌ها نقش داشته است، می‌توان به باز از روی گودال‌ها خواهم پرید اشاره نمود.